# British Seagull

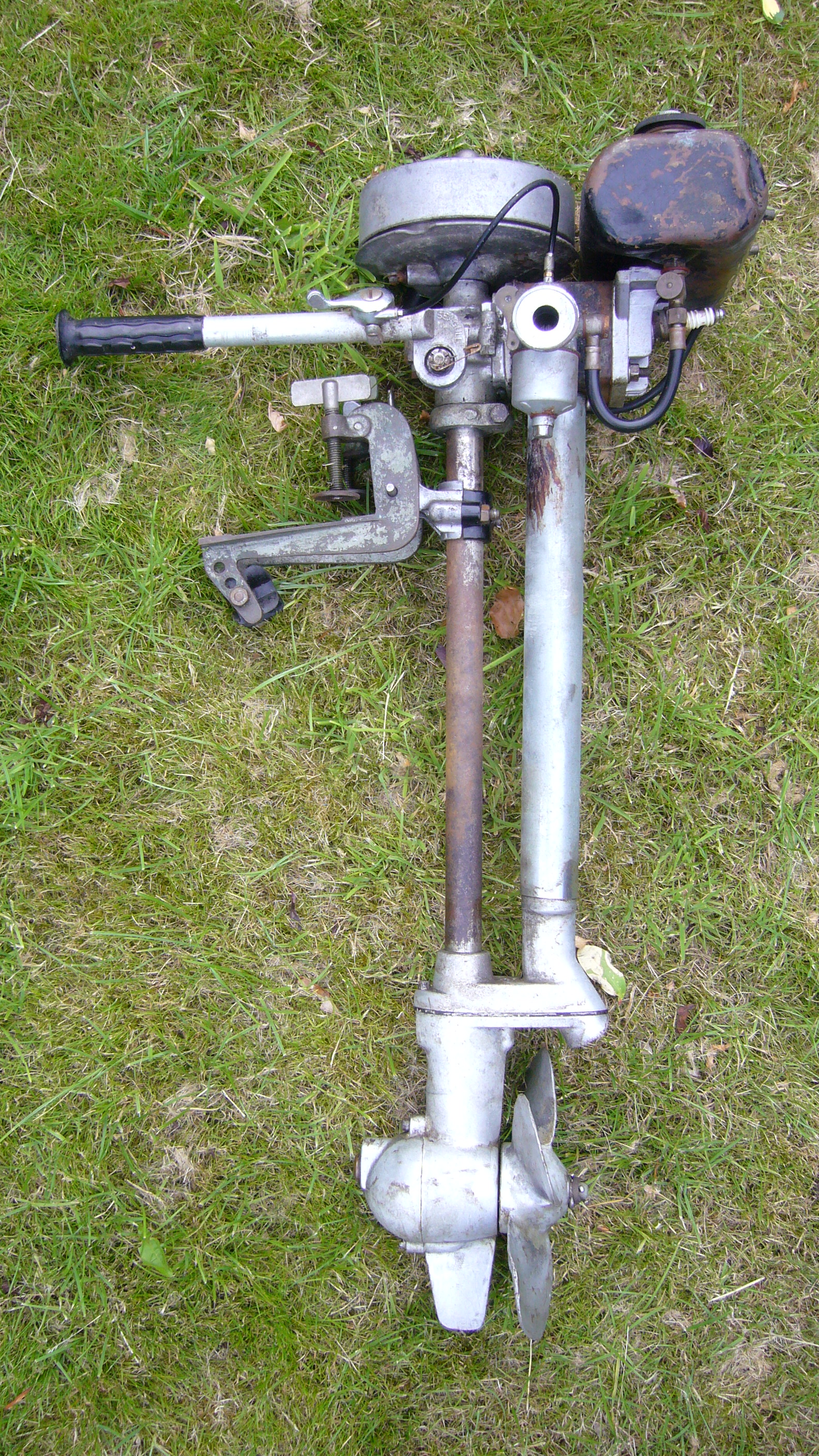
Vista lateral de una Cuarenta serie British Seagull. El número de serial lo data a 1954/1955

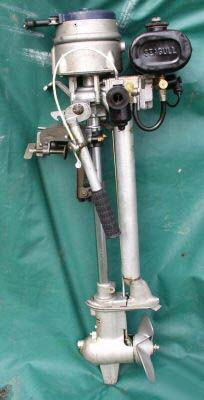
Cuarenta modelo de Plus British Seagull con recoil starter

el British Seagull Co Ltd era un fabricante británico de dos-acariciar outboard motores en Poole, Dorset del tempranos @1930s hasta el mid-@1990s. A pesar de que sus "motores" Clásicos eran para décadas un exemplar de fiabilidad y simplicidad abruptas, la compañía finalmente fallada cuándo el cliente prueba emisiones cambiadas y tan más estancas los controles tomaron efecto. La compañía de British Seagull ya no fabrica completa outboard motores, pero continúan producir y suministrar partes de sobra de su Oxfordshire base.

## Un diseño clásico
British Seagull outboards era primero vendido bajo el nombre Marston Gaviota. Estuvieron desarrollados en John Marston Ltd "Sunbeamland" fábrica en Wolverhampton por Manera de John de ingenieros de desarrollo-Hope y Bill Pinninger. Este par más tarde compró los derechos de fabricación y marketed outboards como Bristol Gaviota, más tarde moviendo a Poole y resolviendo para el nombre British Seagull®.
La Gaviota outboard el motor tuvo una agua de cilindro sola sencilla-enfrió motor de dos golpes. Atop El motor era un magneto, y en su babor era un sencillo carburetter sin filtro de aire. Incluso una tormenta de goma "rudimentaria cowl" era un extra opcional, y ruido de inducción cuándo corriendo estuvo pronunciado. Por encima de la cabeza de cilindro era bolted un tanque de combustible de latón pequeño de quién 10:1 aceite/de combustible la mezcla era gravedad -alimentado al carb vía un tubo plástico claro que servido para capturar partículas de suciedad en su U-curva. Un filtro de filtro plástico sencillo en el banjo unión al carb dio rudimentario secundario filtrando, pero sea todavía no inusual para el carb jets para devenir bloqueados. Empezando estuvo efectuado con una mano-atracción de herida-cuerda, a pesar de que un recoil starter devenía una opción en curso previsto. Conectando el motor al gearbox y hélice werere dos downtubes, el adelante uno conteniendo el fuste de paseo y el aft el tubo que sirve como el agotar, el cual descargó submarino. Este arreglo significó que el motor no podría ser rotated 360 grados cuando puede motores más modernos. El manual de Gaviota aconseja que el motor puede ser sin incidentes corrido en lleno throttle (en parte para impedir la chispa-tapón de oiling arriba) pero añade aquello es despilfarro de probar para superar la velocidad de diseño máxima de un cubicaje hull, sugiriendo un "un-tercer abierto throttle" normalmente sufijos. Los motores probaron muy abruptos cuando utilizaron materiales de calidad alta, y duraría para años incluso en entornos marinos duros y en países en desarrollo. Gaviota outboards era utilitarian en naturaleza con un relativamente que gira lento prop, y así que era ideal para uso en dinghies, ofertas y yates pequeños. El modelo de Plus de Siglo de Plata podría propel un cubicaje hull de hasta 26 pies en longitud; pero toda Gaviota outboards era inadecuado para oficio de velocidad alta.

## Modelos
Un motor temprano de la compañía era el Modelo 102, desarrollado del Marston modelos del @1930s. El Modelo 102 motores eran bastante grandes y presentó un bloque de cilindro de motor integral y cabeza, con una agua-inyectado agota. Algún Modelo 102 outboards tuvo un 13-pulgada-diámetro (330 mm) hélice, obteniendo el moniker de "El Barge Pusher".
La gama de modelo para qué Gaviota es más famosa es la "gama" Clásica. Estos "modelos de bloque cuadrados" comprendieron el 64 cc Featherweight (aka Cuarenta Minus) y Cuarenta Plus, y el 102 cc Siglo y Plus de Siglo. El Cuarenta Minus y el plus utilizó unidades de poder idéntico, pero el Plus tuvo un más grande gearbox y hélice. El Siglo y Plus de Siglo utilizaron incluso más grande gearboxes y hélices. Motores de modelo clásico estuvieron producidos del tardíos @1950s hasta el mid-@1990s, y muchos ejemplos siguen en uso diario. La vida larga abarca es abajo a los metales de calidad altos y el uso de alto-tensile tornillos y studs.
En el temprano @1980s la fábrica produjo una serie nueva de British Seagull outboards, el QB serie. Las unidades de poder estuvieron desarrolladas por la universidad de la reina, Belfast (por ello QB) de quién Departamento de Ingeniería Mecánico especializado en modernising diseño de dos golpes. Pintado negro y a veces sabido como la Gaviota irlandesa, presentaron más tranquilos, motores más eficaces, con una agua-enfriado agota y cilindro modificado porting.
En el tardía @1980s British Seagull introdujo dos modelos más lejanos a su gama, el Modelo 170 y el Modelo 125. Cabido con un cowling para encerrar el motor, presentaron upgraded carburadores y bloques de cilindro. Ambos modelos nuevos adolecieron cigüeñal diseñado mal bushings, resultando en reclamaciones de garantía contra la compañía. Hasta que aquello cronometra el "Mejor Outboard Motor para el Mundo" (como el eslogan de marketing corrió) tuvo un envious reputación para fiabilidad, pero estos modelos nuevos nunca fueron populares y abollaron la imagen de la compañía.
Hacia el fin de producción un modelo nuevo llamó el "5R" estuvo introducido. El diseño de este motor era bastante diferente de modelos más tempranos, utilizando un convencionales gearbox de un Yamaha 4HP outboard sujetados vía un plato de adaptador a un QB motor. Estos modelos estuvieron pintados azules, el muy últimos ejemplos (sabidos cuando "partes superiores de oro") teniendo hélices y recoil starters aquello era oro -pintó.

## Mezcla/de aceite del combustible
Los modelos fabricaron de 1931 a 1945 tuvo una gasolina recomendable-a-mezcla de aceite de cualquier 8:1 o 10:1. De 1942 modelos especificaron un 10:1 mezcla cuál estuvo especificado hasta 1979. Después de que aquello data un 25:1 mezcla estuvo especificada, el cual era otra vez cambiado para la introducción de los modelos 125 y 170, pero estos motores con el 50:1 mezcla pronto fallada, y el British Seagull otra vez especificó 25:1. Esto relativamente el porcentaje alto de aceite era necesario debido a la manera el cigüeñal bushings trabajó. Los motores tempranos utilizaron cortos bushings, y más tarde unos utilizaron más largos bushings, por ello los cambios en requisito de aceite. El más largo bushings era, de hecho, utilizado de 1967 en adelante, y los motores de 1967 a 1979 puede ser utilizado en el 25:1 mezcla por hacer ajustamientos de carburador.